# Copidosoma nekrasovi
Copidosoma nekrasovi är en stekelart som beskrevs av Trjapitzin 1998. Copidosoma nekrasovi ingår i släktet Copidosoma och familjen sköldlussteklar. Inga underarter finns listade i Catalogue of Life.